# مايك ويب (مقدم تلفزيوني)
مايك ويب (بالإنجليزية: Mike Webb)‏ هو مقدم تلفزيوني أسترالي، ولد في 21 سبتمبر 1956 في لندن في المملكة المتحدة.